# Новые Омутищи
Новые Омутищи — деревня в Петушинском районе Владимирской области России, входит в состав Петушинского сельского поселения.

## География
Деревня расположена в 10 км на запад от райцентра города Петушки, на автодороге М-7 «Волга».

## История
В конце XIX — начале XX века деревня входила в состав Аннинской волости Покровского уезда Владимирской губернии.
С 1921 года — в составе Орехово-Зуевского уезда Московской губернии.
В 1859 году в деревне числилось 9 дворов, в 1905 году — 18 дворов, в 1926 году — 20 дворов.
С 1929 года деревня входила в состав Аннинского сельсовета Петушинского района Московской области, с 1944 года — в составе Владимирской области, с 1954 года — в составе Петушинского сельсовета, с 1984 года — в составе Аннинского сельсовета, с 2005 года — в составе Петушинского сельского поселения.
3 ноября 2007 года  близ села  в автокатастрофе вместе со своей семьёй погиб актёр Александр Дедюшко.

## Население
| 1859 | 1905 | 1926 | 2002 | 2010 | 2021 |
| ---- | ---- | ---- | ---- | ---- | ---- |
| 60   | ↗99  | ↘77  | ↘12  | ↗19  | ↘9   |